# Temporada 1991 del Campeonato de España de Rally
La temporada 1991 fue la edición 35.ª del Campeonato de España de Rally. Comenzó el 16 de marzo en el Rally Islas Canarias y terminó el 13 de noviembre en el Rally Cataluña. El calendario estaba formado por diez pruebas de las que tres puntuaban para el Campeonato de Europa (Corte Inglés, Príncipe de Asturias y Rally Valeo) y una para el Campeonato del Mundo (Cataluña).

## Calendario
| N.º | Fecha                   | Rally                                        | Superficie     | Series |
| --- | ----------------------- | -------------------------------------------- | -------------- | ------ |
| 1   | 16-17 de marzo          | 13.º Rally Islas Canarias                    | Asfalto        |        |
| 2   | 21-23 de marzo          | 15.º Rally El Corte Inglés                   | Asfalto        | ERC    |
| 3   | 4-5 de mayo             | 13.º Rally Ciudad de Santander Cajacantabria | Asfalto        |        |
| 4   | 17-18 de mayo           | 23.º Rally Cajalicante                       | Asfalto        |        |
| 5   | 31 de mayo - 1 de junio | 15.º Rally Villa de Llanes                   | Asfalto        |        |
| 6   | 15-16 de junio          | 24.º Rally de Ourense                        | Asfalto        |        |
| 7   | 5-6 de julio            | 23.º Rally Osona                             | Asfalto        |        |
| 8   | 5-7 de septiembre       | 28.º Rally Príncipe de Asturias              | Asfalto        | ERC    |
| 9   | 26-27 de octubre        | 8.º Rally Valeo                              | Asfalto        | ERC    |
| 10  | 10-14 noviembre         | 27.º Rally Cataluña-Costa Brava              | Asfalto/tierra | WRC    |

## Equipos
| Equipo                | Vehículo                   | Piloto             | Copiloto                      | Rondas            |
| Equipos oficiales     | Equipos oficiales          | Equipos oficiales  | Equipos oficiales             | Equipos oficiales |
| --------------------- | -------------------------- | ------------------ | ----------------------------- | ----------------- |
| Opel Team España      | Opel Kadett GSI 16V        | Borja Moratal      | Arturo Fernández de la Fuente | 1-10              |
| Opel Team España      | Opel Corsa A GSi           | Iñigo Lilly        | Mario Saguillo                | 1-8               |
| Opel Team España      | Opel Corsa A GSi           | Iñigo Lilly        | P. Echevarría                 | 9-10              |
| Opel Team España      | Opel Corsa A GSi           | Luis Climent       | José Antonio Muñoz            | 2-10              |
| Conc. Ford Asturias   | Ford Sierra RS Cosworth    | Daniel Alonso      | Salvador Belzunces            | 3-10              |
| Equipos privados      |                            |                    |                               |                   |
| Sauermann Competición | BMW M3 E30                 | José María Ponce   | José Carlos Déniz             | 1-4, 6-10         |
| Jolly Club            | Lancia Delta Integrale 16V | Gustavo Trelles    | Ricardo Ivetich               | 2-8, 10           |
| Jolly Club            | Lancia Delta Integrale 16V | Pedro Javier Diego | Icíar Muguerza                | 2-3, 5-6, 8       |
| Escudería Rallysprint | Peugeot 205 Rallye         | Capi Saiz          | Carlos del Barrio             | 1-2, 4            |
| Escudería Rallysprint | Peugeot 205 Rallye         | Capi Saiz          | Javier Carbajo                | 3, 5, 10          |
| Escudería Rallysprint | Peugeot 205 Rallye         | Capi Saiz          | Vicente García «Vivi»         | 6-9               |
| Escudería Purroy      | Peugeot 205 GTI            | Jaime Azcona       | Fernando López González       | 1-2               |
| Escudería Purroy      | Peugeot 205 GTI            | Jaime Azcona       | Carlos del Barrio             | 5-10              |
| Escudería Purroy      | Peugeot 205 GTI            | Jaime Azcona       | «Martínez»                    | 3                 |
| Gamace MC Competición | Peugeot 309 GTI            | Oriol Gómez        | Marc Martí                    | 3-10              |
| Gamace MC Competición | Peugeot 205 Rallye         | Tomás Minguella    | Miquel Bartés                 | 1, 4-5, 7-8       |
| Gamace MC Competición | Peugeot 205 Rallye         | Tomás Minguella    | Carlos Serrano                | 3                 |
| Gamace MC Competición | Peugeot 205 Rallye         | Tomás Minguella    | E. Pons                       | 6                 |
| Gamace MC Competición | Peugeot 205 Rallye         | Tomás Minguella    | J. Ibáñez                     | 10                |

## Resultados

### Campeonato de pilotos
- En las pruebas El Corte Inglés, Príncipe de Asturias, Valeo y Cataluña solo se reflejan los resultados relativos al campeonato de España.

| Pos. | Piloto           | CAN | ECI | CAN | CAJ | VLL | OUR | OSO | PRA | VAL | CAT | Puntos |
| ---- | ---------------- | --- | --- | --- | --- | --- | --- | --- | --- | --- | --- | ------ |
| 1.   | José María Ponce | 2   | 2   | 1   | 2   |     | Ret | 3   | 1   | 1   | 5   | 1560   |
| 2.   | Gustavo Trelles  |     | 1   | Ret | 1   | 1   | 1   | 2   | 3   |     | Ret | 1182   |
| 3.   | Borja Moratal    | 4   | 4   | Ret | 4   | 3   | 3   | 4   | 4   | Ret | Ret | 1145   |
| 4.   | Iñigo Lilly      | 10  | 7   | 3   | 6   | Ret | 7   | 9   | 7   | 5   | Ret | 884    |
| 5.   | Daniel Alonso    |     |     | Ret | 5   | 5   | 4   | Ret | 6   | 4   | 12  | 880    |
| 6.   | Capi Saiz        | 15  | Ret | 6   | 13  | 25  | 8   | Ret | 10  | 14  | 14  | 851    |
| 7.   | Luis Climent     |     | 8   | 5   | Ret | Ret | 5   | 12  | 5   | 3   | Ret | 829    |
| 8.   | Jaime Azcona     | 18  | 13  | 7   |     | EXC | 15  | 19  | 11  | 15  | 6   | 746    |
| 9.   | Oriol Gómez      |     |     | 10  | 11  | 7   | 11  | 17  | 9   | 7   | Ret | 641    |
| 10.  | Tomás Minguella  | 19  | ?   | 18  | 14  | 15  | 18  | 23  | 16  | Ret |     | 621    |

### Marcas
| Pos. | Marca          | Puntos |
| ---- | -------------- | ------ |
| 1.   | Peugeot        | 2123   |
| 2.   | Renault        | 716    |
| 3.   | Ford           | 619    |
| 4.   | General Motors | 540    |
| 5.   | Citroën        | 174    |

### Campeonato de copilotos
| Pos. | Copiloto                      | Puntos |
| ---- | ----------------------------- | ------ |
| 1.   | José Carlos Déniz             | 1560   |
| 2.   | Ricardo Ivetich               | 1182   |
| 3.   | Arturo Fernández de la Fuente | 1145   |
| 4.   | Salvador Belzunces            | 880    |
| 5.   | Mario Saguillo                | 854    |
| 6.   | José Antonio Muñoz            | 829    |
| 7.   | Marc Martí                    | 641    |
| 8.   | Carlos del Barrio             | 617    |
| 9.   | Miquel Bartés                 | 531    |
| 10.  | Icíar Muguerza                | 510    |

### Grupo N
| Pos. | Piloto          | Puntos |
| ---- | --------------- | ------ |
| 1.   | Daniel Alonso   | 1216   |
| 2.   | Jaime Azcona    | 1168   |
| 3.   | Oriol Gómez     | 987    |
| 4.   | Francisco Cima  | 724    |
| 5.   | Tomás Minguella | 714    |

### Desafío Peugeot
| Pos. | Piloto           | Puntos |
| ---- | ---------------- | ------ |
| 1.   | Capi Saiz        | 620,5  |
| 2.   | Jaime Azcona     | 536,5  |
| 3.   | Tomás Minguella  | 423    |
| 4.   | Oriol Gómez      | 411    |
| 5.   | Metodio Ferradas | 239,5  |
| 6.   | Gallen           | 195    |
| 7.   | Sergio Vallejo   | 176,5  |
| 8.   | Fraile           | 144    |
| 9.   | Julia            | 123    |
| 10.  | Abadía           | 109,5  |